# 12602 Tammytam
12602 Tammytam eller 1999 RT183 är en asteroid i huvudbältet som upptäcktes den 9 september 1999 av LINEAR i Socorro County, New Mexico. Den är uppkallad efter Tammy Tam.
Den tillhör asteroidgruppen Vesta.